# David Mehić
David Mehić (ur. 24 września 1997) – serbski siatkarz, grający na pozycji przyjmującego. 

## Sukcesy klubowe
Mistrzostwo Serbii:
- 2017[2], 2018[3], 2019,  2022[4]
- 2014, 2016
- 2015

Puchar Serbii:
- 2015, 2020

Puchar Challenge:
- 2015

Superpuchar Serbii:
- 2015, 2021

Mistrzostwo I ligi polskiej:
- 2021

Superpuchar Białorusi:
- 2023

Puchar Białorusi:
- 2023

Liga białoruska:
- 2024

Liga rumuńska:
- 2025[5]

## Nagrody indywidualne
- 2017: Najlepszy przyjmujący i zagrywający ligi serbskiej w sezonie 2016/2017